# Шингу
Шингу́ (порт. Rio Xingu) — река в Бразилии, правый приток Амазонки. Длина — 1980 км, площадь водосборного бассейна — 513 тысяч км².
Под названием Кулуэни берёт начало на восточной части плоскогорья Мату-Гросу, затем, пройдя порожистый участок на Бразильском плоскогорье, выходит на Амазонскую низменность. После слияния со своим главным притоком (левым) — рекой Ирири, Шингу протекает через город Алтамира. Затем река делает изгиб на восток, у города Витория-ду-Шингу продолжает течь на север и, минуя город Сенадор-Жозе-Порфириу, впадает в Амазонку у города Порту-ди-Мос. Здесь Шингу образует устье эстуарного типа, имеющее длину 160 км и ширину 8—12 км. Средний расход воды составляет 16 тыс. м³/с.

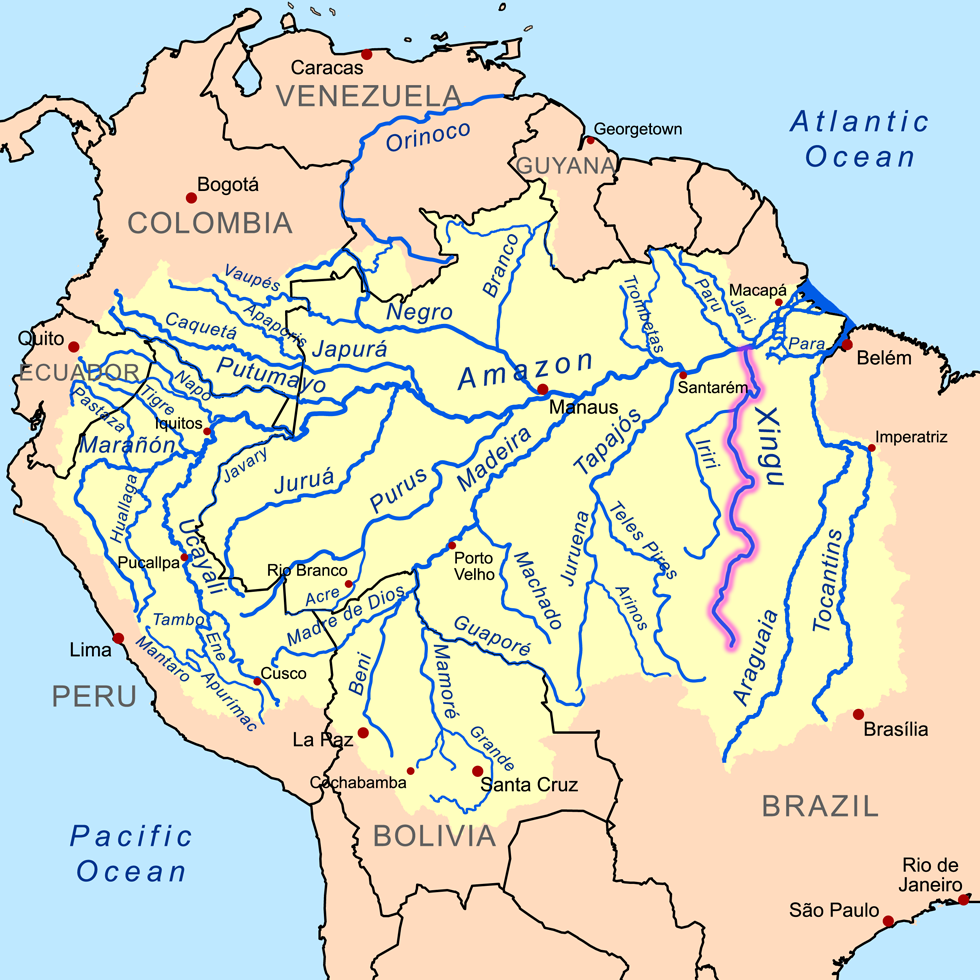
Карта бассейна реки Амазонки. Шингу выделена фиолетовым цветом.

Шингу питается дождями, период высокой воды длится с октября до апреля—мая. Судоходство по реке осуществляется на 190 км от устья.
Река в среднем течении очень порожиста, крупнейший водопад называется Кашуэйра-Гранди. Для использования гидроэнергетического потенциала реки, на ней запланировано строительство нескольких электростанций.
Шингу располагается в дождевых лесах Амазонии. В верхнем течении по обоим берегам находятся сухие тропические леса Мату-Гросу, ниже по течению левый берег занимают влажные леса Тапажоса-Шингу, а правый — влажные леса Шингу-Токантинса-Арагуаи.
В верхнем течении реки расположен национальный парк Шингу.
Летом 2011 года консорциум компаний при участии правительства Бразилии начал строительство 4-й в мире по мощности гидроэлектростанции «Бело Монте» на реке Шингу. Водохранилище займёт территорию площадью 450 квадратных километров в муниципалитете Алтамира. В ноябре 2019 года строительство было завершено, ГЭС вышла на проектную мощность.